# Peter Norvig (ejendomsmægler)
 For alternative betydninger, se Peter Norvig. (Se også artikler, som begynder med Peter Norvig)
Peter Norvig (født 27. januar 1961) er en dansk boligformidler og har frem til februar 2012 sammen med sin kone Hanne Nørrisgaard været franchisetager hos Nybolig under navnet "Nybolig Hanne Nørrisgaard & Peter Norvig".

## Karriere
Fra 1990'erne drev Norvig sammen med sin kone, Hanne Nørrisgaard, franchisekæden "Nybolig Hanne Nørrisgaard & Peter Norvig", som havde stor vækst frem til midten af 2000'erne. De fokuserede særligt på eksklusive boliger i København I 2002 købte parret boligen Tusculum ud til Bagsværd Sø for 45 mio kr. og den blev længe betragtet som landets dyreste bolig.
Parrets ejendomsmæglerkæde havde i alt 22 forretninger og 120 ansatte, der tilsammen solgte 4.000 boliger i 2005. Dette år blev det dog afsløret, at Nørrisgaard havde interessekonflikt som både medejer og ejendomsmægler i byggeprojekt Sadolin Parken, hvorefter selskabets popularitet dalede. I perioden 1997-2009 sad han i bestyrelsen for Parken Sport & Entertainment, hvor han var bestyrelsesformand frem til 2002.
I februar 2006 oplevede boligmarkedet en meget markant nedgang, der også påvirkede Norvig og hans forretning, på trods af, at de allerede havde nedjusteret forventningerne til 2006 med 40 % i forhold til året før. Herefter fulgte flere år med millionunderskud, parrets aktieformue blev kraftigt reduceret, og mens SKAT tog pant i deres bolig, måtte de overdrage deres Mercedes S500 til banken.
I 2011 måtte parret overdrage deres ejendomsmæglerforretninger tilbage til Nybolig. I 2012 havde Norvig A/S en negativ egenkapital på 7,8 mio. kr, og det lykkedes langt om længe at få solgt Tusculum med et nedslag i prisen på 22,5 mio. kr. men med en pris på 45,5 mio. kr. var det stadig den dyreste bolighandel dette år. Køberen var Lars Kolind.
Sammen med Nørrisgaard driver han i dag Living Homes, der sælger boligprojekter.
Under mistanke om svindel med corona-hjælpepakker blev Peter Norvig og Hanne Nørrisgaard anholdt 6. januar 2021. Han blev idømt 2 år og 6 måneders fængsel ved Københavns Byret i november 2023 for svindel med lønkompensation. 2 år af fængselsstraffen var betinget. Hanne Nørrisgaard blev idømt 9 måneders betinget fængsel.

## Privatliv
I 2002 blev Norvig gift med Hanne Nørrisgaard, der stammer fra Nordjylland. Parret bor dag i Vedbæk nord for København.